# سرفل مشعر
سرفل مشعر (الاسم العلمي:Chaerophyllum crinitum) هو نوع من النباتات يتبع جنس السرفل من الفصيلة الخيمية.